# Das Blutgericht der reitenden Leichen
Das Blutgericht der reitenden Leichen (Originaltitel La noche de las gaviotas; span. für ‚Die Nacht der Möwen‘) ist ein spanischer Horrorfilm und der vierte Teil einer Filmreihe, die 1971 mit Die Nacht der reitenden Leichen begann. Regie führte Amando de Ossorio, der auch das Drehbuch schrieb.
Der Film handelt von einem verbannten Orden der Tempelritter, der sich blutgierig einem Kult verschrieb und seitdem in grausamen Ritualen Jungfrauen opfert. Amando de Ossorio hob die kuttentragenden Untoten durch markante Zeitlupenszenen hervor.

## Handlung
Im Mittelalter werden Mitglieder der Tempelritter, die Jungfrauen das Herz herausrissen, um es einer steinernen Statue zu opfern, wegen Götzenanbetung auf ewig verflucht. Die bluttrinkenden und unsterblich gewordenen Ordensleute sind seitdem dazu verdammt, periodisch aus ihren Gräbern einer Burg zu entsteigen und Blut von Jungfrauen zu trinken. Die verängstigten Einwohner versorgen seit jener Zeit die „reitenden Leichen“ freiwillig mit Jungfrauenopfern, da sie den Zorn der Gestalten fürchten und größeres Unheil vermeiden wollen.
In der Gegenwart zieht Dr. Henry Sowa mit seiner Frau Juana in ein spanisches Küstendorf, um dort als Arzt eine Praxis eines Kollegen zu übernehmen. Das junge Ehepaar wird von den Dorfbewohnern äußerst abweisend empfangen. Neben den misstrauischen Blicken erstaunt die Neuankömmlinge vor allem die übereilte Abreise des bisherigen Arztes, der Henry vor dieser sonderbaren Gegend warnt. Das Paar ist nicht von diesem unheimlichen Ort angetan, doch sie beschließen auszuharren verbleiben. In der ersten Nacht hören die Neulinge fremdartige Geräusche aus einer Nahe gelegenen Bucht, schenken den Ereignissen jedoch keine Beachtung.
Henry und Juana ahnen noch nichts von den Umtrieben der Sekte ehemaliger Ordensritter, denen in bestimmten Zeitabständen sieben weiß gekleidete junge Frauen von den Einheimischen geopfert werden. Hierfür werden die Töchter des Dorfes nachts in einer makabren Prozession an den Strand geführt, gefesselt und den anrückenden reitenden Leichen als Tribut überlassen. Die blinden Gestalten erspüren die Anwesenheit der jungen Frauen und orten sie mit Hilfe ihrer verbliebenen Sinne.
Als das Ärztepaar vom behinderten Außenseiter Teddy von der Legende erfährt, halten sie die Geschichte zunächst für Aberglauben. Als sie sich jedoch an ihre schutzsuchende, verwaiste Haushälterin Lucy erinnern, die zeitlich versetzt an die Dorfgemeinschaft übergeben wurde, erkennen sie ihren Irrtum. Sie soll als freiwilliges Opfer dienen. Der mutige Arzt versucht daraufhin Lucy zu retten und das Treiben endgültig zu beenden. Verfolgt von der Schar der skelettartigen Wesen flieht er mit der befreiten Lucy in sein Haus, wo er sich mit dem buckligen Teddy und seiner Frau verbarrikadiert. Die Horde der lebenden Toten verschafft sich Zutritt zum Gebäude, tötet Teddy und treibt die Verbliebenen in die alte Burg, wo weitere Untote ihr Unwesen treiben. Unterwegs wird Lucy von den Reitern getötet.
Die beiden Überlebenden Henry und Juana fliehen in einen Tempel, wo sie bereits von den Kreaturen erwartet werden. Henry entdeckt in einem gruftähnlichen Saal die Statue eines gottähnlichen Kultes und will diese vernichten. Während sich weitere Templer aus ihren Grabkammern erheben, gelingt es den beiden, das Götzenbild umzustoßen und zu zerstören. Die Sektenmitglieder sind somit vernichtet.

## Kritiken
Das Lexikon des internationalen Films schrieb, der Film sei ein „Gruselfilm mit Sexeinlagen und vordergründigen Horror-Effekten.“
Das Lexikon des Horrorfilms sieht in ihm hingegen einen „mit etwas Sex“ angereicherten „Nachzieher des Schauerdramas Die Nacht der reitenden Leichen“. Des Weiteren gesteht man dem Werk eine „selten blöde Story, die jedoch wenigstens handwerklich nicht so schludrig gemacht sei“ zu, anders als „andere Streifen, die sich dieses Themas annahmen.“